# Heteroderis
Heteroderis is een geslacht uit de composietenfamilie (Asteraceae). Het geslacht telt slechts een soort die voorkomt in Egypte, West-Azië en Centraal-Azië.

## Soorten
- Heteroderis pusilla (Boiss.) Boiss.